# El aprendiz de brujo (película de 2010)
El aprendiz de brujo (The Sorcerer’s Apprentice en su título original en inglés) es una película estadounidense de 2010, de los géneros de aventuras y fantasía, producida por Jon Turteltaub, dirigida por Jerry Bruckheimer y protagonizada por Nicolas Cage y Jay Baruchel. También forman parte del reparto Alfred Molina, Teresa Palmer y Monica Bellucci.
La película toma su título del famoso cortometraje protagonizado por Mickey Mouse que forma parte de las películas Fantasía (1940) y Fantasía 2000 (1999), y que a su vez se basa en el poema sinfónico de Paul Dukas, compuesto en 1897 e inspirado en el poema homónimo escrito por Johann Wolfgang von Goethe en 1797.
Fue distribuida por Walt Disney Pictures, y recibió críticas variadas tras su estreno. Recaudó un total de 215 millones de dólares en todo el mundo frente a un presupuesto de 150 millones, lo que se consideró un fracaso de taquilla y descartó la posibilidad de una secuela. Tuvo una puntuación de 40% en Rotten Tomatoes

## Sinopsis
En el año 740, el poderoso mago Merlín tenía tres aprendices: Balthazar Blake, Verónica Gorloisen y Maxim Horvath. Este último, al ver que Verónica amaba a Balthazar y no a él, traicionó a su maestro y a sus compañeros uniendo fuerzas con la malvada hechicera Morgana. En una pelea, Morgana hiere mortalmente a Merlín, y Verónica, en un intento desesperado de detener a Morgana, absorbe su cuerpo y su alma dentro del suyo, pero Morgana empieza a poseerla desde dentro. Para salvar la vida de su amada, Balthazar encierra a Verónica y a Morgana en el "Grimhold", un recipiente mágico en forma de matrioshka. Antes de morir, Merlín le entrega a Balthazar un anillo en forma de dragón, diciéndole que le ayudará a encontrar al Primer Merliniano, el único con poder para destruir a Morgana. Mientras realiza su búsqueda durante más de mil años, a través de diferentes épocas y lugares, Balthazar encarcela en las distintas capas del Grimhold a varios “morganianos” (seguidores de Morgana), incluido Horvath.
En 2000, el joven Dave Stutler, de diez años, se separa de su clase durante un viaje escolar y se encuentra con Balthazar en Arcana Cabana, la tienda de antigüedades que el mago tiene en Manhattan. Balthazar le da a Dave el anillo de dragón de Merlín, y éste cobra vida y se envuelve alrededor del dedo del muchacho. Cuando Balthazar va a buscar un libro de magia, Dave abre accidentalmente el Grimhold, liberando a Horvath. Mientras se enfrentan en una violenta pelea por la posesión del Grimhold, Balthazar y Horvath quedan atrapados en una vieja vasija china durante diez años. Dave es encontrado en la tienda por su profesora y el resto de sus compañeros, y cuando cuenta su extraña historia, es ridiculizado por todos y queda traumatizado por la experiencia, aunque decide conservar el anillo.
Diez años después, Dave tiene ahora 20 años y es estudiante de física en la Universidad de Nueva York. En una de sus clases se encuentra con Becky Barnes, una antigua compañera de escuela de la que siempre estuvo enamorado, y que ahora trabaja en la radio de la universidad como disc-jockey. Dave la acompaña hasta la emisora y allí logra reparar el equipo de transmisión, que había quedado dañado debido a un rayo que golpeó la antena. Mientras, la maldición de la vasija termina, liberando a Horvath y Balthazar. Horvath localiza a Dave y le persigue para obligarle a que le revele el paradero del Grimhold, pero Balthazar le rescata a bordo de una de las águilas de acero del edificio Chrysler, a la que hecho cobrar vida. Dave, que ha estado en tratamiento psiquiátrico desde su último encuentro con Balthazar diez años atrás, se niega a ayudarle, pero éste le promete que se irá cuando haya encontrado el Grimhold. Ambos van en busca de la urna hasta Chinatown, donde Horvath ya ha liberado a uno de los morganianos, Sun Lok. Dave consigue derrotarlo y Balthazar recupera el Grimhold. Finalmente, Dave cambia de idea y decide que quiere aprender más magia, aceptando convertirse en aprendiz de Balthazar. También continúa involucrándose sentimentalmente con Becky en contra de los consejos de Balthazar, logrando impresionarla al hacer sonar la canción Secrets de OneRepublic, que ella emitió en la radio, con las bobinas de Tesla que utiliza en sus experimentos.
Mientras, Horvath toma como secuaz a Drake Stone, un joven y célebre ilusionista que es en realidad otro morganiano, para que le ayude a recuperar el Grimhold. Ambos intentan matar a Dave, pero Balthazar le rescata de nuevo. Después de que Horvath le insinuara que Balthazar le oculta algo, Dave exige saber toda la verdad sobre lo que hay en el interior de la muñeca. Balthazar le revela entonces que Morgana está atrapada en el Grimhold junto a Verónica, y si fuera liberada, conjuraría un potente hechizo llamado The Rising, para resucitar a todos los morganianos y esclavizar a la humanidad. Al ser el Primer Merliniano, Dave está destinado a convertirse en un mago lo suficientemente poderoso como para lanzar hechizos sin necesidad de usar su anillo de dragón, y es el único que puede detener a Morgana. A pesar de que Balthazar no aprueba su relación con Becky, Dave le convence para que le permita tener una cita con ella. Al tratar de limpiar rápidamente su laboratorio antes de que llegue Becky, Dave pierde el control de unas fregonas a las que ha dado vida mediante magia y que inundan el lugar, hasta que Balthazar llega y deshace el hechizo. Descorazonado por su impericia, Dave decide renunciar a la magia. Cuando se dispone a lanzar su anillo desde lo alto de un edificio, reaparece Becky, que le ha seguido hasta allí y, sin saberlo, le hace cambiar de opinión respecto a la magia. Dave vuelve a su laboratorio después de que Horvath y Drake trataran de matar a Balthazar y roben el Grimhold. Después de esto, Drake ya no tiene más utilidad para Horvath, que utiliza un “hechizo parásito” para absorber su magia y quedarse con su anillo.
Horvath libera del interior del Grimhold a la joven bruja Abigail Williams, a quien usa para secuestrar a Becky. Después, al igual que hizo con Drake, le roba su magia y su colgante. Horvath amenaza con matar a Becky, obligando a Dave a entregarle el Grimhold y su anillo de dragón. Balthazar decide ir tras Horvath solo, sabiendo que Dave moriría al no contar con el poder de su anillo. En Battery Park, Horvath libera a Morgana (aún dentro del cuerpo de Verónica), que comienza a conjurar su hechizo mientras Horvath da vida al Toro de Wall Street para que persiga y ataque a Balthazar. Dave llega y derrota a Horvath utilizando una bobina de Tesla sujeta al coche de Balthazar, mientras que el águila metálica de Balthazar se lleva al toro entre sus garras. Becky logra detener el hechizo desviando una de las antenas parabólicas que Horvath y Morgana están utilizando para transmitirlo, mientras Balthazar absorbe a Morgana dentro de su propio cuerpo, liberando a Verónica; sin embargo, el espíritu de Morgana escapa y contraataca. Dave la detiene momentáneamente sin la ayuda del anillo, demostrando que es realmente el Primer Merliniano, pero Balthazar muere al proteger a Verónica de los rayos de energía de Morgana.
En un último intento, Dave crea otra bobina de Tesla más grande utilizando cables y las farolas de la plaza, y con la energía extra que ésta genera logra finalmente destruir a Morgana. Negándose a aceptar la muerte de su maestro y amigo, Dave utiliza un potente hechizo eléctrico para reactivar su corazón y lo logra. Balthazar despierta y puede por fin reencontrarse con Verónica, mientras Dave y Becky, ahora novios, vuelan juntos hasta Francia en el águila de Balthazar.
En una escena poscréditos, se ve cómo Horvath recupera su sombrero de la tienda de antigüedades, dando a entender que sigue vivo.

## Reparto
- Nicolas Cage como Balthazar Blake, uno de los tres aprendices de Merlín. Es un poderoso mago de grado 777 inspirado en Yen Sid,[5] que toma a Dave como su aprendiz.
- Jay Baruchel como David "Dave" Stutler, un estudiante universitario de 20 años, muy inteligente, que se convierte en aprendiz de Balthazar. Sin saberlo, lleva la sangre de Merlín, por lo que está destinado a ser el Primer Merliniano.
  - Jake Cherry como David "Dave" Stutler (10 años).
- Alfred Molina como Maxim Horvath, otro de los tres aprendices de Merlín. Un malvado hechicero, ex mejor amigo y ahora enemigo de Balthazar, ya que éste conquistó a Verónica, pretendida por ambos.
- Teresa Palmer como Rebecca "Becky" Barnes, antigua compañera de escuela e interés amoroso de Dave.
  - Peyton Roi List como Rebecca "Becky" Barnes (10 años).
- Toby Kebbell como Drake Stone, un célebre ilusionista. Se une a Horvath como secuaz, pero acaba siendo traicionado por éste.
- Monica Bellucci como Verónica Gorloisen, una de los tres aprendices de Merlín. Fue compañera de Balthazar y Horvath, que se enamoraron de ella. Estaba encerrada en el Grimhold, conteniendo dentro de sí el espíritu de Morgana.
- Alice Krige como Morgana le Fay, hechicera malvada y muy poderosa. Estaba encerrada en el Grimhold, dentro del cuerpo de Verónica.
- James A. Stephens como Merlín, el hechicero más poderoso de la historia.  Maestro de Balthazar, Horvath y Verónica.
- Nicole Ehinger como Abigail Williams, una "morganiana" que estaba encerrada en el Grimhold. Horvath la liberó, pero después la traicionó para quedarse con su poder, al igual que a Drake antes que ella.
- Omar Benson Miller como Bennet Zurrow, amigo y compañero de habitación de Dave.
- Robert Capron como Oliver, el mejor amigo de Dave en su infancia.

## Producción
La idea básica de la película fue de Nicolas Cage, quien quería explorar una historia de fantasía e interpretar a un personaje con poderes mágicos. Siguiendo una sugerencia de su amigo, el productor Todd Garner, decidió hacer una película basada en el cortometraje protagonizado por Mickey Mouse que aparece en la película Fantasía (1940). La película fue anunciada oficialmente por Disney el 12 de febrero de 2007. En ella aparecen algunas referencias al cortometraje original, como la escena en la que Dave hace que unas fregonas cobren vida para limpiar su laboratorio, o la aparición del sombrero de mago de Mickey en la escena poscréditos.

### Rodaje
La película está ambientada en Nueva York, y la mayoría de las escenas fueron rodadas allí, en diversos lugares como el Washington Square Park y Eldridge Street, en Chinatown. Las escenas del laboratorio de Dave se filmaron en una estación de metro abandonada situada bajo el Ayuntamiento de Nueva York o en una recreación de ésta en un estudio. Un antiguo almacén de la Guardia Nacional en Crown Heights albergó varios de los decorados, incluyendo el laboratorio de Dave con sus generadores de bobinas de Tesla, el apartamento de Drake Stone y algunas de las escenas ambientadas en Chinatown.

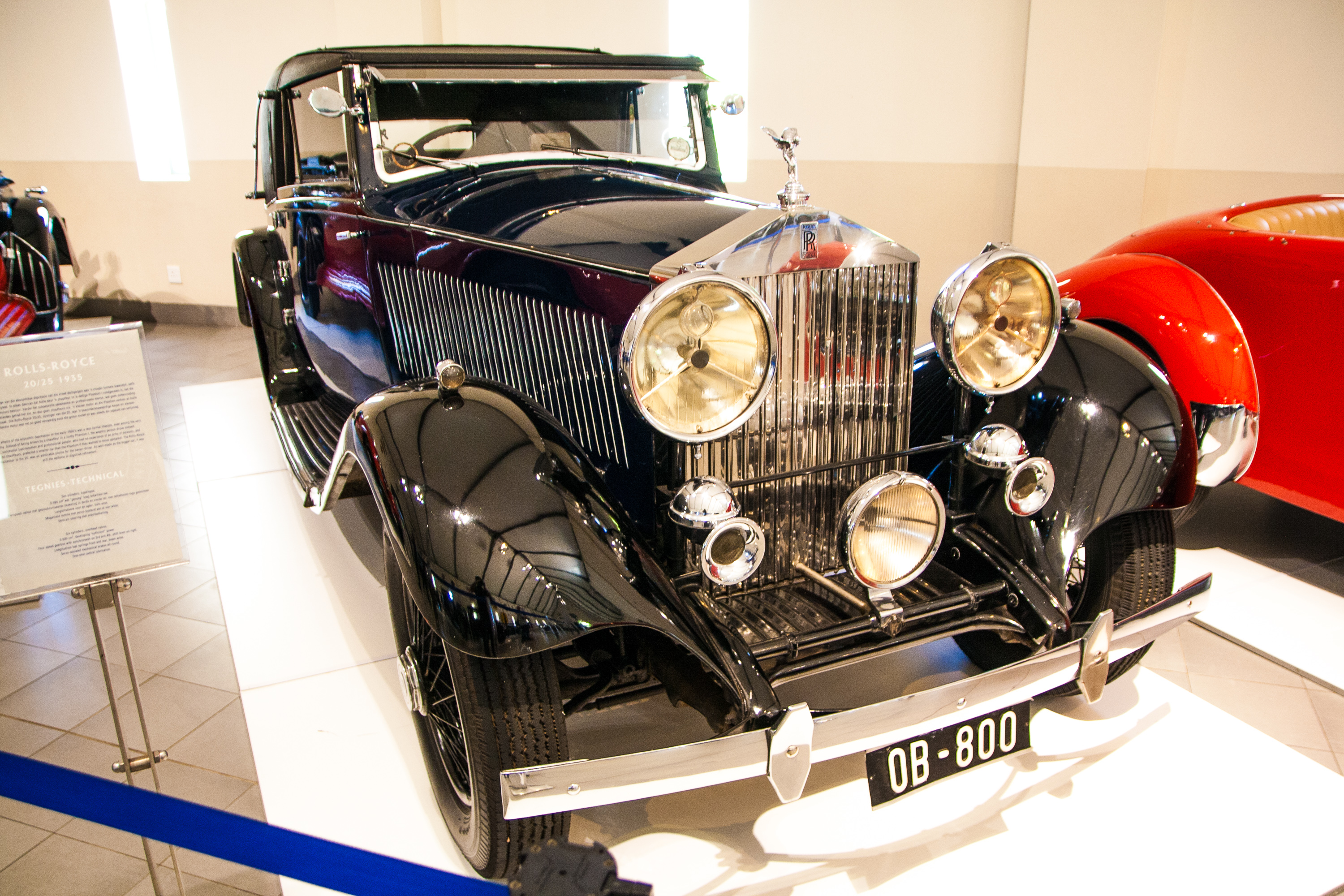
Un Rolls-Royce Phantom II de 1935 como el que aparece en la película.

A primeras horas de la mañana del 4 de mayo de 2009, un Ferrari F430 utilizado en el rodaje de una escena de persecución perdió el control y chocó contra la ventana de un restaurante Sbarro en Times Square, hiriendo a dos peatones, uno de los cuales fue golpeado por una farola al caer. El rodaje se reanudó la noche siguiente, cuando se produjo otro accidente. La causa de ambos accidentes fue atribuida a que la calzada estaba resbaladiza debido a la lluvia.

Para hacer más creíbles las escenas de magia, se decidió utilizar efectos prácticos durante el rodaje, como fuego real con fluidos o pólvora destellante para crear llamas coloreadas. Para crear una referencia de los rayos de plasma, los actores llevaban guantes con luces LED que los iluminaban antes de añadir el efecto por ordenador. Para las escenas en las que aparecen objetos flotantes se emplearon cables o fueron sujetos por personas vestidas con trajes verdes de croma.
El coche de Balthazar es un Rolls-Royce Phantom II propiedad de Nicolas Cage.

## Banda sonora
La banda sonora, compuesta por Trevor Rabin, fue publicada el 6 de julio de 2010.
| N.º | Título                               | Duración |  |
| 1.  | «Sorcerer's Apprentice»              | 3:14     |  |
| 2.  | «Story of the Prime Merlinian»       | 4:02     |  |
| 3.  | «Note Chase»                         | 0:39     |  |
| 4.  | «Dave Revives Balthazar»             | 2:41     |  |
| 5.  | «Classroom»                          | 1:25     |  |
| 6.  | «The Urn»                            | 1:39     |  |
| 7.  | «The Grimhold»                       | 1:39     |  |
| 8.  | «Morgana Fight»                      | 2:59     |  |
| 9.  | «The Ring»                           | 1:43     |  |
| 10. | «Walk in the Rain»                   | 0:43     |  |
| 11. | «Merlin Circle»                      | 2:01     |  |
| 12. | «Dave Has Doubts»                    | 0:53     |  |
| 13. | «Becky and Dave on Rooftop»          | 1:24     |  |
| 14. | «Car Chase»                          | 3:54     |  |
| 15. | «Seeing Veronica»                    | 0:55     |  |
| 16. | «Story of Veronica»                  | 1:44     |  |
| 17. | «Horvath Made Off With the Grimhold» | 1:13     |  |
| 18. | «Kiss from Becky»                    | 0:33     |  |
| 19. | «Bull Fight»                         | 2:10     |  |
| 20. | «Balthazar Saves Veronica»           | 1:13     |  |
| 21. | «Sorcerer’s Apprentice Suite»        | 2:28     |  |
| 22. | «Fantasia Original Demo»             | 4:50     |  |

Las canciones Secrets, de OneRepublic; y The Middle, de Jimmy Eat World, se escuchan en la película pero no fueron incluidas en el álbum.

## Alusiones
- La escena en la que Dave hace cobrar vida a unas fregonas mediante magia para limpiar rápidamente su laboratorio es una referencia al cortometraje animado protagonizado por Mickey Mouse en la película Fantasía. Esta escena está inspirada en el poema original de Goethe. El sombrero azul de mago que utiliza Mickey también se ve en la escena poscréditos[7]. Esta escena también recuerda a la de The Sword in the Stone, cuando Merlín hace su equipaje mientras canta la canción Higitus Figitus.
- En varias ocasiones puede verse un póster del juego de cartas Magic: El encuentro en el apartamento de Drake, en el que se ve al propio Drake haciendo poses al estilo de los Planeswalkers[12].
- Cuando Dave se encuentra con Drake por primera vez y ve cómo va vestido, le pregunta si es de Depeche Mode. En efecto, Drake tiene un estilo de vestuario similar al del vocalista Martin Gore en sus inicios[12].
- En una escena se hace referencia a Star Wars: cuando Horvath va a la universidad a buscar información sobre Dave para averiguar su paradero, hipnotiza a un recepcionista de la misma forma que Obi-Wan Kenobi (Alec Guinness) en el Episodio IV, cuando convence mentalmente a unos Stormtrooper de que los androides que le acompañan no son los que están buscando. Drake alude directamente a esa escena repitiendo la frase de Obi-Wan, mientras Horvath se muestra molesto por la broma[12].
- Cuando Dave encuentra el Grimhold en el apartamento de Drake y trata de cogerlo, la escena recuerda al inicio de Raiders of the Lost Ark, cuando Indiana Jones (Harrison Ford) trata de coger un ídolo dorado. Dave incluso se acaricia la barbilla de forma pensativa al igual que Jones. Dave coge el Grimhold y mira hacia arriba para ver si el techo se derrumbará (como ocurre en Raiders). Además, en esa escena de Raiders también aparece Alfred Molina, que interpreta a Horvath en esta película[12].
- Con su bobina de Tesla, Dave hace sonar las canciones Superstition de Stevie Wonder y Secrets de OneRepublic[12].